# 提尔密济

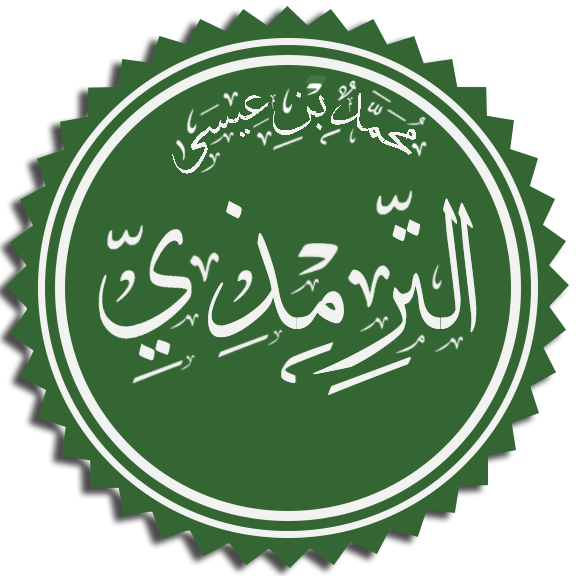
写有提尔密济名字的书法作品

阿布·尔萨·穆罕默德·本·尔萨·本·苏尔特·本·穆萨·本·达哈克·提尔密济（阿拉伯语：‎; 波斯語：‎，一般称为提尔密济，又译为提尔米基或提尔米兹；824年—892年7月13日）是9世纪的伊斯兰教法学家、圣训学家。他所辑录的《提尔密济圣训集》是逊尼派“六大圣训集”之一。生于中亚的铁尔米兹（今属乌兹别克斯坦的苏尔汉河州）城郊的一个名为布赫（Būgh）的村庄，故以提尔密济（即“铁尔米兹人”）闻名于世。他曾师从罕百里和布哈里等著名圣训学家，并游历了呼罗珊、伊拉克及希贾兹等地收集圣训，最终纂成《提尔密济圣训集》，收录有圣训五千余段。他还著有许多著作，其中较为知名的为《先知的品德》（阿拉伯语：‎，一译《论美德》）。据说他晚年失明，于公元892年7月13日晚在铁尔米兹去世。